# Baigts-de-Béarn
Pour les articles homonymes, voir Baigts (homonymie) et Béarn (homonymie).
Baigts-de-Béarn (prononcé [batʃ də beaʁn]) est une commune française, située dans le département des Pyrénées-Atlantiques en région Nouvelle-Aquitaine.

## Géographie

### Localisation
La commune de Baigts-de-Béarn se trouve dans le département des Pyrénées-Atlantiques, en région Nouvelle-Aquitaine.
Elle se situe à 54 km par la route de Pau, préfecture du département, et à 7 km d'Orthez, bureau centralisateur du canton d'Orthez et Terres des Gaves et du Sel dont dépend la commune depuis 2015 pour les élections départementales.
La commune fait en outre partie du bassin de vie d'Orthez.
Les communes les plus proches sont : 
Salles-Mongiscard (1,6 km), Bérenx (1,8 km), Saint-Boès (2,8 km), Ramous (4,7 km), Saint-Girons-en-Béarn (4,7 km), Lanneplaà (5,8 km), Orthez (6,1 km), Puyoô (6,1 km).
Sur le plan historique et culturel, Baigts-de-Béarn fait partie de la province du Béarn, qui fut également un État et qui présente une unité historique et culturelle à laquelle s’oppose une diversité frappante de paysages au relief tourmenté.

### Communes limitrophes
Les communes limitrophes sont  Bérenx, Orthez, Ossages, Ramous, Saint-Boès, Saint-Girons-en-Béarn et Salles-Mongiscard.
| Ossages (Landes) | Saint-Girons-en-Béarn |            |
| Ramous           | Baigts-de-Béarn       | Saint-Boès |
| Bérenx           | Salles-Mongiscard     | Orthez     |

### Hydrographie

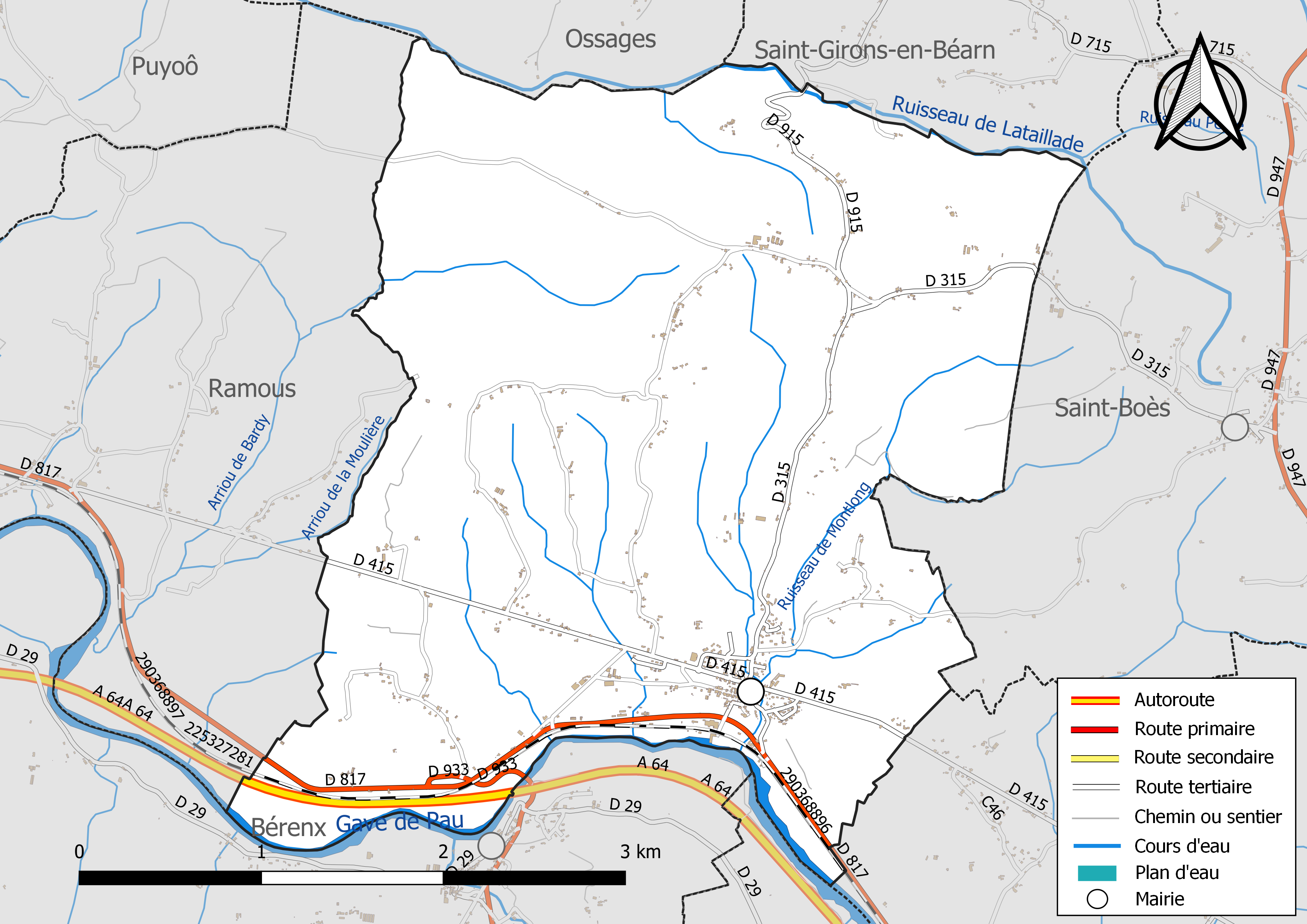
Réseaux hydrographique et routier de Baigts-de-Béarn.

La commune est drainée par le gave de Pau, le Lataillade, Arriou de Bardy, Arriou de la Moulière, le ruisseau de Montlong, et par divers petits cours d'eau, constituant un réseau hydrographique de 19 km de longueur totale,.
Le gave de Pau, d'une longueur totale de 192,8 km, prend sa source dans la commune de Gavarnie-Gèdre et s'écoule du sud-est vers le nord-ouest. Il traverse la commune et se jette dans l'Adour à Saint-Laurent-de-Gosse, après avoir traversé 88 communes.
Le Lataillade, d'une longueur totale de 13,7 km, prend sa source dans la commune de Saint-Boès et s'écoule d'est en ouest. Il traverse la commune et se jette dans le gave de Pau à Puyoô, après avoir traversé 7 communes.

### Climat
Pour des articles plus généraux, voir Climat de la Nouvelle-Aquitaine et Climat des Pyrénées-Atlantiques.
Historiquement, la commune est exposée à un micro climat océanique basque.
En 2020, Météo-France publie une typologie des climats de la France métropolitaine dans laquelle la commune est dans une zone de transition entre le climat océanique et le climat de montagne et est dans la région climatique Pyrénées atlantiques, caractérisée par une pluviométrie élevée (>1 200 mm/an) en toutes saisons, des hivers très doux (7,5 °C en plaine) et des vents faibles.
Pour la période 1971-2000, la température annuelle moyenne est de 13,6 °C, avec une amplitude thermique annuelle de 13,9 °C. Le cumul annuel moyen de précipitations est de 1 211 mm, avec 12,2 jours de précipitations en janvier et 8 jours en juillet. Pour la période 1991-2020, la température moyenne annuelle observée sur la station météorologique la plus proche, située sur la commune d'Orthez à 6 km à vol d'oiseau, est de 14,1 °C et le cumul annuel moyen de précipitations est de 1 211,5 mm,. Pour l'avenir, les paramètres climatiques de la commune estimés pour 2050 selon différents scénarios d’émission de gaz à effet de serre sont consultables sur un site dédié publié par Météo-France en novembre 2022.

### Milieux naturels et biodiversité

#### Réseau Natura 2000
Le réseau Natura 2000 est un réseau écologique européen de sites naturels d'intérêt écologique élaboré à partir des Directives « Habitats » et « Oiseaux », constitué de zones spéciales de conservation (ZSC) et de zones de protection spéciale (ZPS).
Un site Natura 2000 a été défini sur la commune au titre de la « directive Habitats » : le « gave de Pau », d'une superficie de 8 194 ha, un vaste réseau hydrographique avec un système de saligues encore vivace,.

#### Zones naturelles d'intérêt écologique, faunistique et floristique
L’inventaire des zones naturelles d'intérêt écologique, faunistique et floristique (ZNIEFF) a pour objectif de réaliser une couverture des zones les plus intéressantes sur le plan écologique, essentiellement dans la perspective d’améliorer la connaissance du patrimoine naturel national et de fournir aux différents décideurs un outil d’aide à la prise en compte de l’environnement dans l’aménagement du territoire.
Une ZNIEFF de type 2 est recensée sur la commune, : 
le « réseau hydrographique du gave de Pau et ses annexes hydrauliques » (3 000,84 ha), couvrant 71 communes dont 10 dans les Landes, 59 dans les Pyrénées-Atlantiques et 2 dans les Hautes-Pyrénées.

## Urbanisme

### Typologie
Au 1er janvier 2024, Baigts-de-Béarn est catégorisée commune rurale à habitat dispersé, selon la nouvelle grille communale de densité à sept niveaux définie par l'Insee en 2022.
Elle est située hors unité urbaine. Par ailleurs la commune fait partie de l'aire d'attraction d'Orthez, dont elle est une commune de la couronne,. Cette aire, qui regroupe 26 communes, est catégorisée dans les aires de moins de 50 000 habitants,.

### Occupation des sols

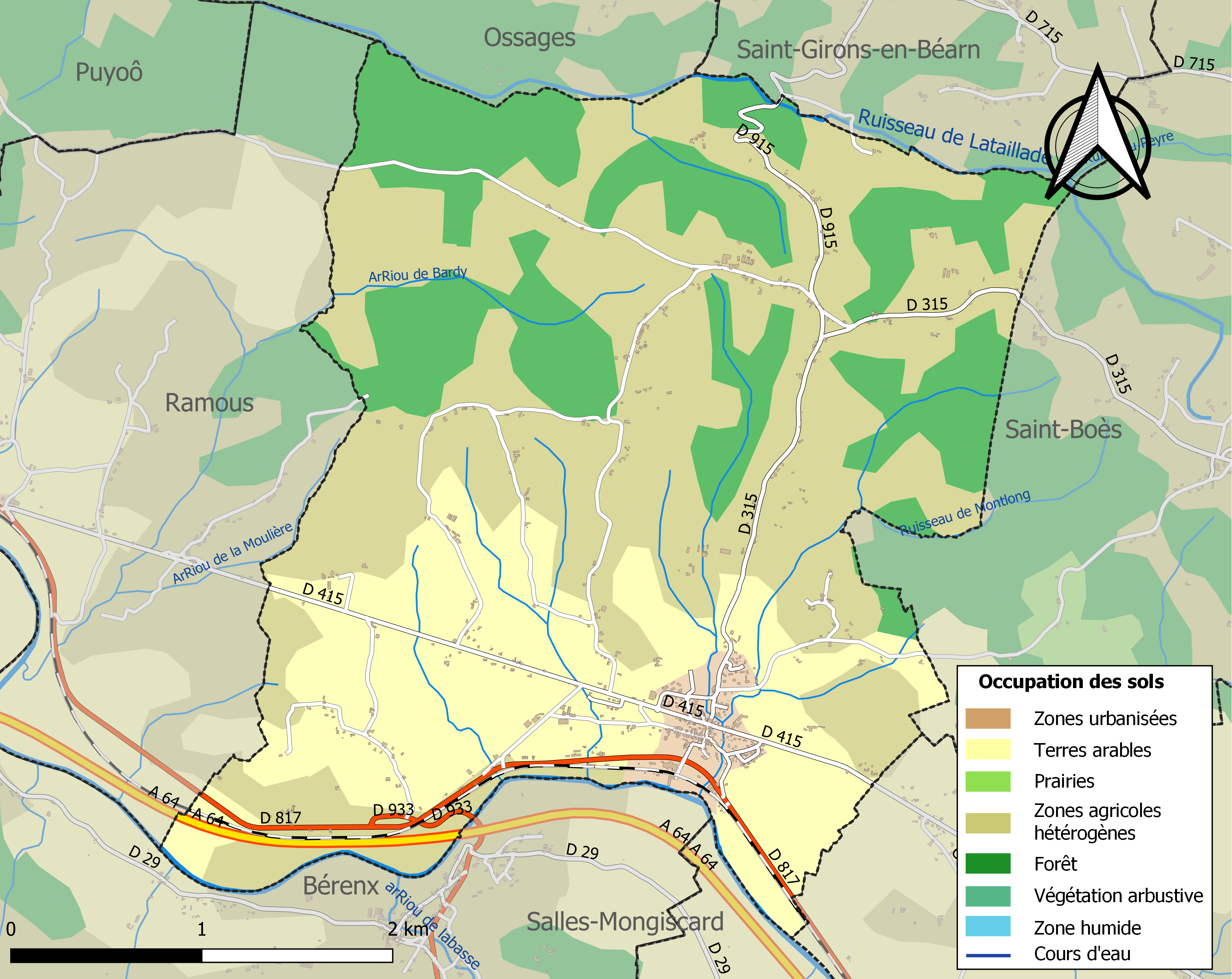
Carte des infrastructures et de l'occupation des sols de la commune en 2018 (CLC).

L'occupation des sols de la commune, telle qu'elle ressort de la base de données européenne d’occupation biophysique des sols Corine Land Cover (CLC), est marquée par l'importance des territoires agricoles (74,4 % en 2018), en augmentation par rapport à 1990 (71,9 %). La répartition détaillée en 2018 est la suivante : 
zones agricoles hétérogènes (48,8 %), terres arables (25,6 %), forêts (23,2 %), zones urbanisées (2,5 %). L'évolution de l’occupation des sols de la commune et de ses infrastructures peut être observée sur les différentes représentations cartographiques du territoire : la carte de Cassini (XVIIIe siècle), la carte d'état-major (1820-1866) et les cartes ou photos aériennes de l'IGN pour la période actuelle (1950 à aujourd'hui).

### Lieux-dits et hameaux
- Arritor[7]
- Balagué[7]
- Barroumères[7]
- Bassot[7]
- Bellevue (château)[7]
- Bergeras[7]
- Bernet[7]
- Bizens[7]
- Bordenave[7]
- Bourdieu[7]
- Brana[7]
- Brau[7],[27]
- Capdebielle[7]
- Cassecour[7]
- Castéra[7]
- Castillon[7],[27]
- Caubraque[7]
- Caupet[7]
- Cossou[7]
- Cuyoula[7]
- Domblides[7]
- Fayet[7]
- Gassiou[7]
- Gayou[7]
- les Glycines[7]
- Grihou[7]
- Hau[7]
- Hourquebie[7]
- Hourquérou[7]
- Hourquet[7]
- Hours[7]
- Labasse[7],[27]
- Labiste[7]
- Laborde[7]
- Laboudigue[7]
- Lacabanne[7]
- Lacarrère[7]
- Lacrouts[7]
- Lagouarde[7]
- Lagourque[7]
- Lahéouguère[7]
- Lalanne[7]
- Lanuque[7]
- Latéoulère[7]
- Laulhé[7]
- Loustaunau[7]
- Luns[7]
- Martimour[7]
- Mongay[7]
- Mousquès[7]
- Panaut[7]
- Parrabéou[7]
- Pédeboscq[7]
- Petit[7]
- Peyrou[7]
- Pierroulin[7]
- Pitche[7]
- Planté[7]
- Pommes[7]
- Poublan[7]
- Pourret[7]
- Régis[7]
- Rey[7]
- Riche[7]
- Saint-Laurent[7]
- Sére[7]
- Temple[7]
- Tilhète[7]
- Toucayré[7]
- Touriangle (château)[7]

### Voies de communication et transports
Baigts-de-Béarn est desservie par la route départementale 933, en direction de l'Espagne, par la route départementale 817 menant d'Orthez à Bayonne, ainsi que par les départementales 315, 415 et 915.
La commune est également desservie par le réseau d'autocars interurbains des Pyrénées-Atlantiques :
- Orthez — Gare SNCF ⥋ Saint-Palais — Église

La ligne ferroviaire de Toulouse à Bayonne s'y arrête.

### Risques majeurs
Le territoire de la commune de Baigts-de-Béarn est vulnérable à différents aléas naturels : météorologiques (tempête, orage, neige, grand froid, canicule ou sécheresse), inondations et séisme (sismicité modérée). Un site publié par le BRGM permet d'évaluer simplement et rapidement les risques d'un bien localisé soit par son adresse soit par le numéro de sa parcelle.
Certaines parties du territoire communal sont susceptibles d’être affectées par le risque d’inondation par une crue à  débordement lent de cours d'eau, notamment le gave de Pau et le ruisseau de Lataillade. La commune a été reconnue en état de catastrophe naturelle au titre des dommages causés par les inondations et coulées de boue survenues en 1982, 1983, 2009, 2013 et 2018,.

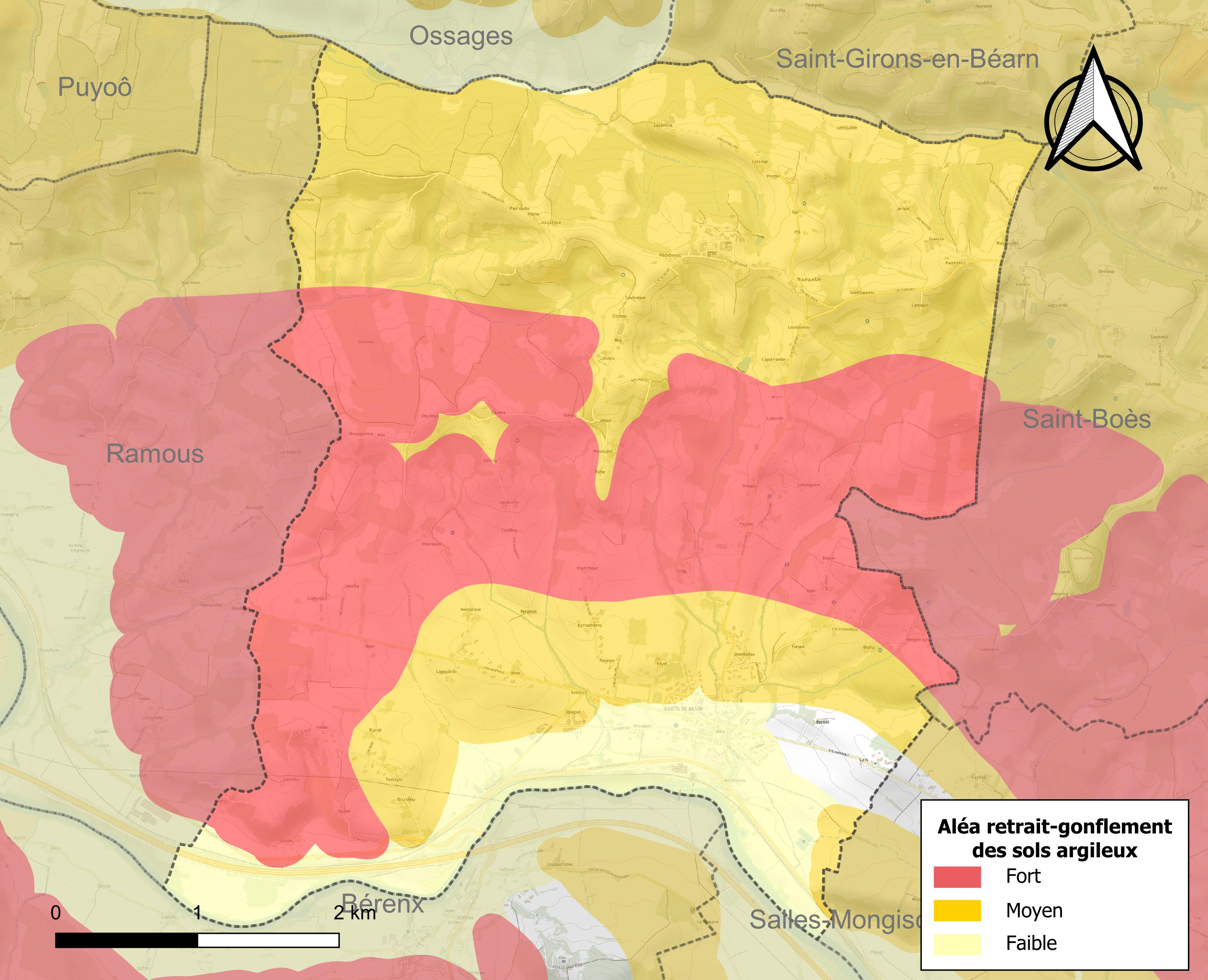
Carte des zones d'aléa retrait-gonflement des sols argileux de Baigts-de-Béarn.

Le retrait-gonflement des sols argileux est susceptible d'engendrer des dommages importants aux bâtiments en cas d’alternance de périodes de sécheresse et de pluie. 87,9 % de la superficie communale est en aléa moyen ou fort (59 % au niveau départemental et 48,5 % au niveau national). Depuis le 1er octobre 2020, en application de la loi ELAN, différentes contraintes s'imposent aux vendeurs, maîtres d'ouvrages ou constructeurs de biens situés dans une zone classée en aléa moyen ou fort,.
Concernant les mouvements de terrains, la commune a été reconnue en état de catastrophe naturelle au titre des dommages causés par la sécheresse en 1989 et 2002 et par des mouvements de terrain en 1983.

## Toponymie
Le toponyme Baigts-de-Béarn apparaît sous les formes :
Baigs (XIIIe siècle, fors de Béarn), 
Baigx et Bags (respectivement 1318 et 1343, titres de Béarn), 
Bachs (1505, notaires de Garos), 
Batz et Vagtz (respectivement vest 1540, et en 1548, réformation de Béarn), 
Baitz (1582, aliénations du diocèse de Dax), 
Baigts sur la carte de Cassini (fin XVIIIe siècle et en 1863 (dictionnaire topographique Béarn-Pays basque).
Le mot écrit baig, bath, vath signifie « vallée » en gascon. Michel Grosclaude considère que Baigts correspond à vaths, dérivé de vallis (« creux, enfoncement ») ou de vallum (« palissade, retranchement »).
Son nom béarnais est Vaths ou Baigts / Batch.
On trouve dans le vieux bourg une rue de l'Embarrat (« réduit fortifié »).
La ferme Baziart est mentionnée vers 1540 (Bessiart) par la réformation de Béarn.
Brau désigne une ferme de Baigts. Elle est mentionnée sous les graphies 
La Brau (1540, réformation de Béarn) et 
Braü (1863, dictionnaire topographique Béarn-Pays basque).
Le fief de Castillon, vassal de la vicomté de Béarn, apparaît sous les graphies 
Castelhoo-Susoo (1385, censier de Béarn et 
Castilhon (1682, réformation de Béarn).
Labasse est une ferme, déjà citée en 1540 (La Basse, réformation de Béarn).
Lacoumayou désigne une autre ferme à laquelle le censier de Béarn (Cau-Mayor 1385) et la réformation de Béarn (La Caumayo, vers 1540) font référence.
Un hameau de Baigts est signalé dans le dictionnaire de 1863 sous le nom de le Petit-Hameau.
Portes était un fief de Baigts, vassal de la vicomté de Béarn et dépendant du bailliage de Rivière-Gave. Il est cité en 1385 dans le censier de Béarn, ainsi qu’en 1538 (Portas de Bags) dans la réformation de Béarn.
Le Turon de Castéra désignait une lande de la commune de Baigts, qu’en 1675 la réformation de Béarn orthographiait Le Touron de Castéra.

## Histoire
Paul Raymond note que la commune dépendait du diocèse de Dax et était le chef-lieu de la notairie de Rivière-Gave, nom d'un archiprêtré du diocèse de Dax qui tirait son nom du gave de Pau.
En 1385, la commune comptait 59 feux.

## Politique et administration
| Période                                  | Période  | Identité           | Étiquette | Qualité     |
| ---------------------------------------- | -------- | ------------------ | --------- | ----------- |
| avant 1981                               | ?        | Charles Vidaucoste |           |             |
| 1995                                     | 2014     | Christian Palette  |           |             |
| 2014                                     | En cours | Guy Pémartin       |           | Agriculteur |
| Les données manquantes sont à compléter. |          |                    |           |             |

### Intercommunalité
La commune fait partie de trois structures intercommunales :
- la communauté de communes de Lacq-Orthez ;
- le syndicat eau et assainissement des Trois Cantons ;
- le syndicat d'énergie des Pyrénées-Atlantiques.

## Population et société

### Démographie
Le gentilé est Batchois.
L'évolution du nombre d'habitants est connue à travers les recensements de la population effectués dans la commune depuis 1793. Pour les communes de moins de 10 000 habitants, une enquête de recensement portant sur toute la population est réalisée tous les cinq ans, les populations de référence des années intermédiaires étant quant à elles estimées par interpolation ou extrapolation. Pour la commune, le premier recensement exhaustif entrant dans le cadre du nouveau dispositif a été réalisé en 2004.

En 2022, la commune comptait 867 habitants, en évolution de −1,59 % par rapport à 2016 (Pyrénées-Atlantiques : +3,78 %, France hors Mayotte : +2,11 %).
| 1793 | 1800 | 1806 | 1821  | 1831 | 1836 | 1841  | 1846  | 1851  |
| ---- | ---- | ---- | ----- | ---- | ---- | ----- | ----- | ----- |
| 935  | 934  | 995  | 1 033 | 995  | 980  | 1 000 | 1 028 | 1 003 |

| 1856  | 1861  | 1866  | 1872 | 1876 | 1881 | 1886 | 1891 | 1896 |
| ----- | ----- | ----- | ---- | ---- | ---- | ---- | ---- | ---- |
| 1 010 | 1 001 | 1 003 | 905  | 893  | 913  | 913  | 866  | 830  |

| 1901 | 1906 | 1911 | 1921 | 1926 | 1931 | 1936 | 1946 | 1954 |
| ---- | ---- | ---- | ---- | ---- | ---- | ---- | ---- | ---- |
| 849  | 848  | 806  | 743  | 735  | 690  | 641  | 623  | 576  |

| 1962 | 1968 | 1975 | 1982 | 1990 | 1999 | 2004 | 2006 | 2009 |
| ---- | ---- | ---- | ---- | ---- | ---- | ---- | ---- | ---- |
| 633  | 621  | 677  | 744  | 777  | 739  | 773  | 795  | 805  |

| 2014 | 2019 | 2022 | - | - | - | - | - | - |
| ---- | ---- | ---- | - | - | - | - | - | - |
| 859  | 865  | 867  | - | - | - | - | - | - |

## Économie
Outre une activité tournée vers l'agriculture (élevage et maïs), la commune dispose d'une centrale hydroélectrique.
La commune fait partie de la zone d'appellation d'origine contrôlée (AOC) du Béarn.

## Culture locale et patrimoine

### Patrimoine civil
Le château de Bellevue héberge un établissement médico-social de travailleurs handicapés.

### Patrimoine religieux

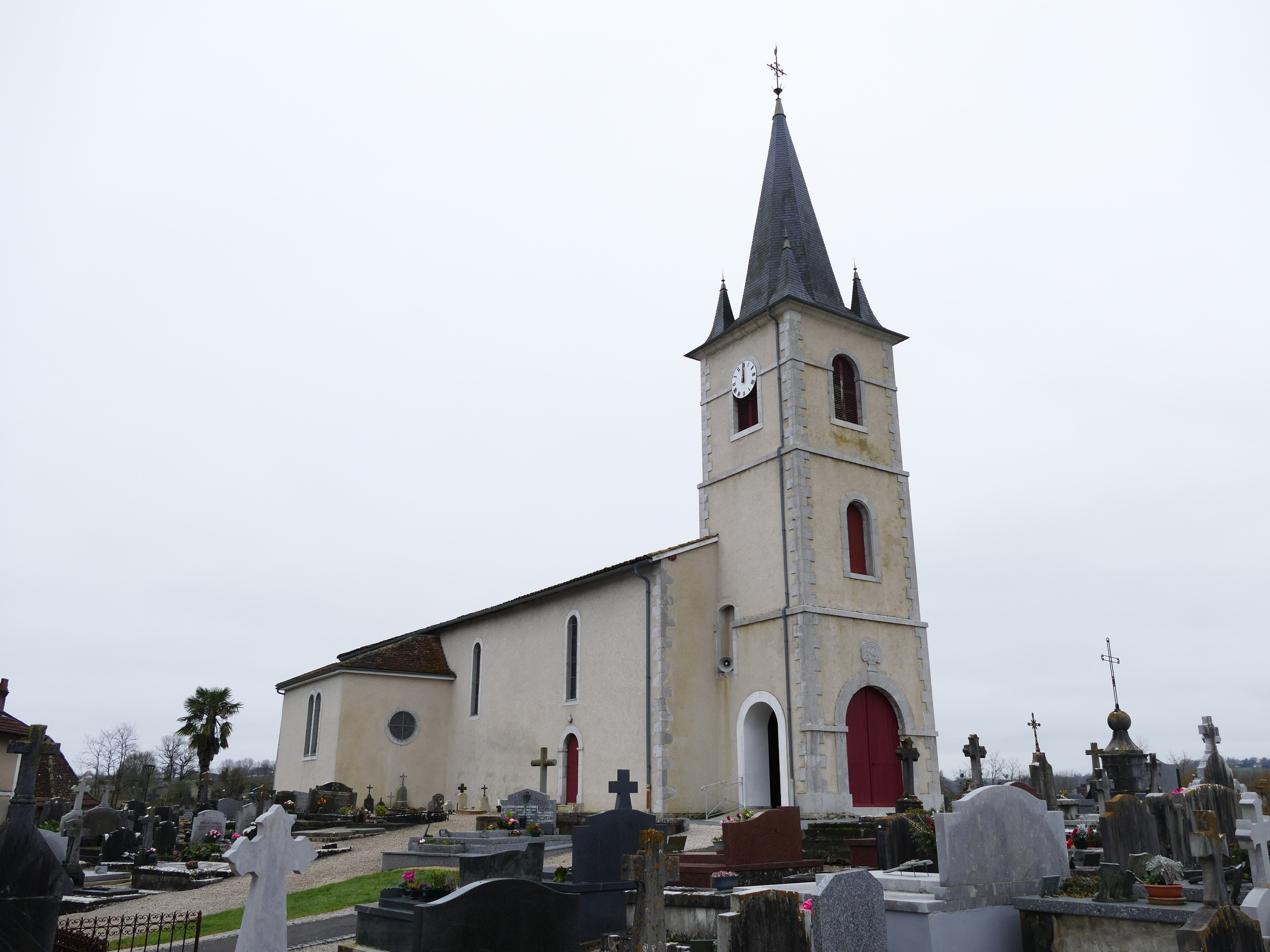
L'église Saint-Vincent-Saint-Barthélémy.

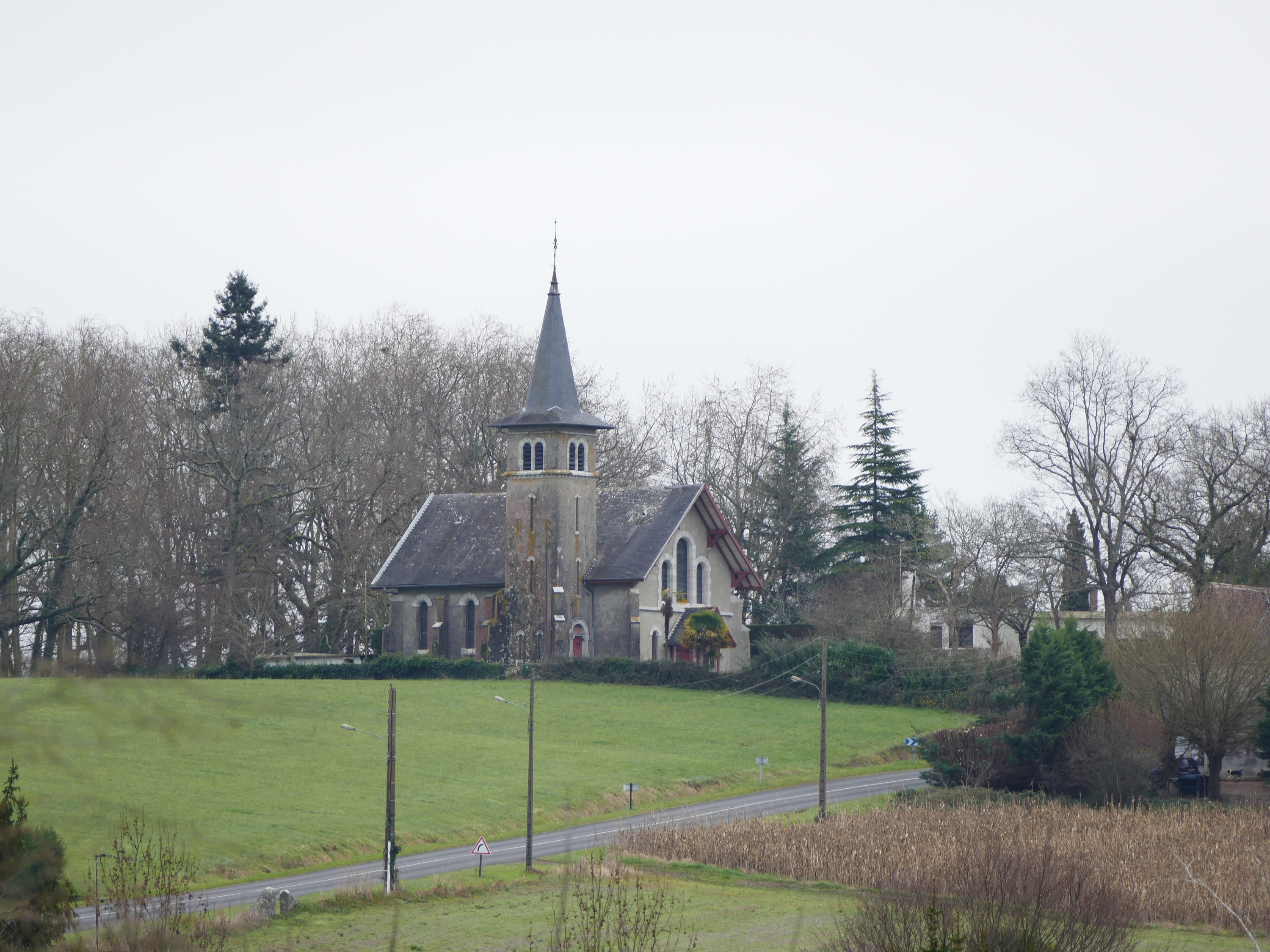
Le temple protestant.

L'église paroissiale Saint-Vincent-Saint-Barthélémy
date partiellement du XVIIIe siècle. Elle est répertoriée à l'Inventaire général du patrimoine culturel.
Le temple protestant de Luns est situé sur la commune.

## Équipements
La commune dispose d'une école primaire.

## Pour approfondir